# Puntius jayarami
Puntius jayarami är en fiskart som beskrevs av Vishwanath och Tombi Singh, 1986. Puntius jayarami ingår i släktet Puntius och familjen karpfiskar. IUCN kategoriserar arten globalt som sårbar. Inga underarter finns listade i Catalogue of Life.